# いぬかみっ!の登場人物
いぬかみっ!の登場人物（いぬかみっ!のとうじょうじんぶつ）では、ライトノベル・アニメ・漫画『いぬかみっ!』に登場する人物について説明する。

## 主人公
川平 啓太（かわひら けいた）
声 - 福山潤
本作の主人公。出身地は静岡県の清水市。由緒ある犬神使いの一族・川平家の末裔。享楽的なお調子者だが裏表のない性格。また、歯止めの利かないセクハラ大魔王であるが、いぐさのように嫌がる者や、ともはねのような対象外の子供（あるいはいまりとさよかのように子供同然の容姿な女性）には決して手を出さない。
未成年だが酒とタバコが大好き（アニメ版は規制によりこの設定は削除。ただし、劇場版では冒頭に飲酒のシーンがある）。ようことの契約の証として、大型犬用の首輪を巻いている。
比較的整った容姿だが、天性的なモノノケ（&ヘンタイ）の類を惹きつける気性の持ち主のため、逆に人間の女性にはまったくと言っていいほどモテたためしがない。「啓太はモノノケに対するのと同じように人間に接する」とは、はけの評で、他人に対する気安さも嫌われる要因となっている。
ただし、霊能者としては優秀で、資質だけなら天才と呼ばれる薫にも引けを取らない。また、普段の飄々とした姿とは裏腹にかなりの切れ者である。川平家の慣例として幼少時に仙界で修行を積んでおり、カエルの仙人である白山名君と契約し、蛙を模った消しゴムを媒介に式の力を行使する。またこの時、日常のように女仙にちょっかいをだしては統括者である好天玄女に折檻を受け続けた事で化け物じみた頑丈さを持つようにもなる。
ようこ
声 - 堀江由衣
本作のもう一人の主人公兼ヒロイン。啓太と契約を交わした犬神で、「ケイタ」と「ちょこれーとけーき」が好き。啓太との契約の証として、カエル型のネックレスを巻いている。腰まであるさらさらの黄緑色の髪（小説では黒髪と表現されている）に、抜けるように白い肌、切れ長の瞳をした、魔性の雰囲気を漂わせる美少女。しかし本人は太い尻尾にコンプレックスを持っている。
基本的に破壊好きで好奇心旺盛、そして嫉妬深い性格。並の犬神とは比較にならない桁外れな戦闘能力を持っており、1対1での戦いならば、なでしこやはけ以外の犬神とならば、まず絶対に負ける事は無い。
その正体は犬神ではなく、大妖狐の娘。自らもまた強大な霊力を持つ妖狐で、「金色のようこ」の二つ名を持っている。能力は「しゅくち（縮地、物体をテレポートさせる能力）」と「じゃえん（邪炎、発火能力）」の2つ。バリエーションとして「とくだいしゅくち」や「だいじゃえん」「だいじゃえん改・音無」などがある。死神戦では「破邪結界・一式狐月縛」の結界術も使った。本性は 狐であり、犬が大の苦手（ただし犬神は平気）で、猫と仲が良い。近所の猫の集会によく参加するが、ノミをうつされてしまった事もある。ノミをうつされることは乙女の尊厳に関わることらしい。
ようこと犬神達との出会いは300年以上前に遡るほど古いもので、当時父である大妖狐が気まぐれな理由から犬神たちの住む山を襲った際、川平慧海と犬神達によって父と共に封印されたのがその始まりである。その頃のようこは表情に乏しく、モノが燃えたり、壊れたりする時だけ薄く笑っているような女の子であったという。長きにわたって幽閉状態に置かれていたが、後にそれから逃げ出した際に子どもの頃の啓太に出会い、一緒に遊んで初めて「面白い」という感情を覚える（チョコレートケーキが好きなのはこの時啓太に貰ったからだが、啓太は珍獣捕獲用のエサとしてこれを用意していた）。
このことがきっかけで、啓太と共にいる事を望み、そのために犬神として生きる事を誓う。しかし、本来天敵の大妖狐の娘が犬神になることは決して楽な事ではなく、犬神たちに笑われ蔑まれながらも啓太と一緒にいたいという一途な願いを胸に辛いことを乗り越えてきた。啓太の犬神選抜の儀の際には、過去においてはけが宗家にしたのと同様、主人を独占する為に自分以外の他の犬神が啓太に憑くのを力づくで排除した。つまり、啓太に一匹も犬神が憑かなかったのはようこのせいである（なお、この時啓太に憑く事を希望した犬神は、ようこによればなでしこと他にもう1名いたという）。啓太と出会い、共に暮らし始めて以降の激変振りには父親たる大妖狐も驚くほど（父が石化した、自分や主の啓太を侮辱した人間達を元に戻せと怒ったほど）。また、彼によればようこは「亡くなったママによく似て」きているらしい。
定期的に天地開闢医局にて、なでしこと共に謎の治療を受けていたが、これは不死の能力と引き換えに、人間の子を身篭る事を可能にするものであると後に判明する。

## 主要人物
川平 薫（かわひら かおる）
声 - 甲斐田ゆき
川平家の犬神選抜の儀で川平家の歴史上でも極めて稀な十人憑きを成した天才的な犬神使い。川平啓太の従弟でハーフの帰国子女。黒い髪に琥珀色の瞳をした、礼儀正しく穏やかで優しい少年。川平カオルの双子の兄。現在の川平本家の後継者最有力候補。自分に憑いている犬神たちの自主性を尊重し、その能力や才能を伸ばす事を常に心がけている。薫は、妹の名前で本名は最後まで明かされていない。
従兄弟である啓太に対してある種の信頼と尊敬を置いており、その能力を高く評価している。薫曰く、犬神使いとして必要な態度や心構えは全て啓太を見習い、彼の態度や行動を見取って学んだとのこと。啓太とは対照的に女性には人気がある。文武両道で物腰も穏やか。言動や優雅な振る舞い等からも、他の者とは住む次元の違う雰囲気を漂わせる、まさに神童とも呼べる存在である。川平家の慣例にしたがって啓太同様に幼少の頃、仙人・東山真君の元で修行しており、白い タクトを使い大気を操る攻撃を得意とする。
「犬神選抜の儀」の際には、啓太への遠慮から故意に契約を失敗させようと考え、山上にグランドピアノを持ち込みドビュッシーを弾き続ける奇行に及んだが、結果的には川平家の歴史でも稀な十人憑きとなってしまい、困惑したという（原作のパロディ4コマ漫画では、彼がグランドピアノを担いで山を登った、と茶化されているが、実際には縮小の魔術で縮めてポケットに入れて運んだ）。
なでしことは主従を越えた信頼関係にあり、薫が数々の隠し事をしていることは彼女だけが知っている。その「隠し事」が本編のストーリー展開上、根幹に関わるものであるため、事情を知っている（実際は限定的にではあるが）なでしことならんで、本編の鍵となる重要なサブキャラクターとなっている。
川平 カオル（かわひら カオル）
原作小説第一部（1巻～8巻）において氷棺の中に封じられていた少女。赤道斎の魔道具である大殺界の力と兄の自らの存在を賭けた尽力によって封印から解放され、暫定第二部（10巻～）より本格的に登場。
川平啓太の従妹で、「薫」の双子の妹だが、長い間氷の中に封印されていた為肉体年齢が双子の兄である薫よりも遅れている。
薫同様ハーフの帰国子女で、容姿も薫に似ている美少女だが、内気で引っ込み思案で寂しがり屋。
アニメ版とコミック版には未登場。

## 薫の犬神（序列隊）たち
全員女性（少女）の姿と心を持つ比較的若い犬神である。薫の両手10指には「契約の証」として素朴な指輪が光っており、彼の配下たる犬神たちは各自、薫の指輪のうち一つと対になる指輪を嵌めている。それぞれが異なる特技を持っており、優秀な指揮のもとでの一糸乱れぬ連携によってその真価を発揮し、犬神の数が多いほど相乗的に強さが増すため、10人が完璧に息を揃えればその強さは、はけやようこを大きく凌ぐ。ただし、それは主人である薫がいてこそ初めて発揮されるものであり、指揮を行う主人がいる場合といない場合とでは、極端なまでにその差が出る。
この自覚が足りなかったせんだんを始めとする（なでしこ以外の）薫の犬神達は、「薫がいてこそ発揮された実力」を「自分達だけの実力」と完全に履き違えており、ようことの「ケンカ」の際には自信過剰な状態にまで至っていたが、ようこにあっさりと弱点を見抜かれた挙句、本性に戻ってようこを本気で殺そうとするまでに至るが、結局は完膚無きまでに叩きのめされている。
全員が「破邪走光」と呼ばれる光線技を持つ。ただし、「破邪走光」の内容は各犬神によって違い、その組み合わせによって様々な技を繰り出すことが可能。彼女たちの最大技は、全員の「破邪走光」発露による焼却浄化炎「煉獄（れんごく）」。
原作第2巻で初登場し、ようこと「ケンカ」した時にはまだ全員の外見や性格などが固まっていなかった模様で、いぐさ、ごきょうや、てんそう、フラノら非強硬派に該当するキャラクターが見当たらない。なでしこ、ともはね、せんだん、たゆねは最初から名前が出ており、性格も現在とほぼ同じ。原作5巻と6巻の巻末に、全員のプロフィールが記載されている。当初は（なでしことともはねを除き）啓太とようこを嫌い、馬鹿にしており、啓太を彼のいない所ではフルネームで呼び捨てにしていた（特にたゆね、いまりとさよか）。
ごきょうや、てんそう、フラノ以外は、せんだんも含めた全員、薫が初めて仕える主人である。
また、第二部の終盤では、川平薫の双子の妹である川平カオルが主人となり、初めてとは思えないほど息の合った連携戦の指揮を取った。
せんだん
声 - 松岡由貴
川平薫の犬神。序列1位。最長老の娘で、はけの実妹。冷静な判断力と個性的な少女達を纏める統率力を備えた、名実共に優れたリーダーである。自他問わず厳しい性格をしており、慎ましくたおやかだが、はけとは異なり人好きで面倒見の良い面もある。ただ、周囲からの押しに弱いようであり、おだてられてしまうとその気になってしまうのが玉に瑕。また、仲間に服を仕立てる事を趣味としているが、全て彼女のセンスによるデザインである為、誰も着てくれないと悲しむ。なでしこほどではないと謙遜するものの、実はかなりの料理上手。「VOCHE」を購読している。
昔は、はけとよく似た容姿の可憐で清楚な美少女（泣きボクロが特徴）であったが、文明開化の影響によってヴェルサイユが如き宝塚なドレス姿を好むようになり、綺麗な黒髪であった髪型も同様の派手な赤色に染めてしまっているという、西洋かぶれなキャラクター（ただし、「これからは西洋文化の時代」と称して、たゆねで着せ替え遊びをしていたのは10年ほど前との事なので、彼女の言う「文明開化」が一体いつ頃の事なのか正確なところは不明）。はけもこの事に関しては、かなり嘆いている。
他の犬神たちよりも大人びているものの、川平啓太の「自分は馬並みなので一度お手合わせ願いたい」というハレンチな台詞を馬乗り→乗馬の事と勘違いする等、性知識には疎い、まだまだ純情な少女の部分もある。彼女よりも年を経たごきょうやに「まだ若い」と評されたことも。
薫の事は主従としての節度を保ちながらも信奉に近い惚れ込みよう。啓太に対しても礼節をもって接しており、ともはねが頻繁に啓太の所へ遊びに行っていることを恐縮に思っている。
作者曰く、本編終了後は薫の下を離れ、東家に出向する事になるという（仲たがい等の理由ではない）。また、その際のエピソードもいつか描かれる構想があるという。
出番が多い割りに長らく単行本の表紙を飾ることがなく、アニメ放映当時に声を担当していた松岡由貴が挿絵担当の若月神無に哀願して表紙に登場することになった。
なでしこ
声 - 名塚佳織
川平薫の犬神。序列2位。手のつけられない傍若無人なわがままぶりを発揮していたようこの矯正教育のために、1週間の期限付きで川平啓太のもとに派遣されてきたことから、彼らと関わりを持つようになる。
栗色の髪（イラストではピンク髪で描かれている）に、大きくつぶらな瞳。印象としては、「小柄で優しいお姉さん」。服装はノーブラに青ワンピース+エプロンドレスや割烹着姿をデフォルトとしている（薫の趣味による服装であることを示唆する記述が5巻巻末にある）。いまり&さよか曰く「割烹着お化け」「巨乳お化け」。薫からもらったリボンを髪に結んでおり、何より大切な宝としている。
美人でお淑やかで従順、炊事洗濯掃除その他なんでもござれの、ハイスペックな犬神。時折時代がかった言動や感性を見せるのが特徴。普段は母性愛に溢れ、物静かでおとなしい大和撫子のような女性であるが、本気で怒らせた者は『おしおき』によって恐ろしい目に遭う（実際、啓太も酷い目に遭っており、ともはねも教育係であるなでしこからのおしおきは恐れている）。
ようことは旧知の仲で、初期の頃はようこの唯一の「友人」として、家事を教えるなど世話を焼いていた。
愛らしく優しげな外見からは想像もつかないが、その本性は一種の戦闘狂であり、一旦戦いだすと、戦いに溺れて周囲の被害も省みずに暴れ狂う。かつて最強の犬神と呼ばれ、大妖狐さえ追い詰めた猛者であったが、その際に人間の村を巻き添えにしかけ、敵であるはずの大妖狐に叱咤される事に。この事実が彼女に自らの業を痛感させてしまい、争いを放棄する事を決意させた。現在の彼女はその強大な力を自ら封印しており（「天に返した」や「月に返した」と表現される）、「やらずのなでしこ」の二つ名を有している。「やらず」の時期が長かったため現在では彼女の本来の力を知らない者が多く、大妖狐から教えられるまで川平宗家ですら知らなかったほどである。
基礎霊力は不明。しかし大妖狐（本気ではなかったが）をただ一人で窮地に追い詰め、膨大な霊力を吸収できる赤道斎の魔道具を簡単にオーバーロードさせてしまった（「月に返した力」は自身の体への負担が大きいためあまり持続性がない。また、月との連結を遮られると強制的に状態を解除させられてしまう）。また、力を封じている状態においてもようこと互角で戦っている。年齢は不明とされているが、一族の中でも最古参で最長老よりも年上であり、少なくとも400歳を超えている。さらに“犬の本性がまだ人間に慣れる前”、“まだ森が暗く、禍々しさと清浄さを併せ持っていた頃から伝わる古伝”技を使えるなど、さらに年齢不詳の域が広がった（13巻182p）。体重については禁句（5巻巻末）。
大妖狐との因縁からか、彼が封印された後は幽閉状態のようこの世話係を勤めていた。他の多くの犬神がようこに対して嫌悪感や差別的感情を抱く中で、そうした感情を持たずにようこに接し（自分より哀れな少女に対する優越感も少なからずあった）、ようこの方でもなでしこには多少心を開き、後に感謝される。
薫に仕えるまでは誰にも憑いた事がなく、「いかずのなでしこ」や「行かず後家」と言われたりしていた。実はようこ同様、当初啓太に興味を寄せていたが、ようこのために自ら身を退き、後に契約した薫に絶対の忠誠を誓っている。決して表には出さないが薫への思慕と同様に独占欲も強く、薫が「皆の主人」であることには内心で複雑な思いを抱いている。そのため、主人を独占し、対等な恋人の様に振舞っているようこの事は羨ましく思っている。一方で、ふとした偶然から知ってしまった薫の秘密をたった一人で守り続け、常に薫の傍らに寄り添って心の支えとなるなど、薫とは主従の間柄を超えた信頼と愛情で結ばれた特別な存在でもある。また、薫に一番近い位置にいる存在として、本編中の重要な転回点には必ず登場しており、薫を巡るシリアスなストーリーが続く第一部の後半では、実質的な影のヒロインとしての重要な役割を果たしている。
いぐさ
声 - 本多陽子
川平薫の犬神。序列3位。メガネをかけた三つ編み少女の姿をしており、せんだんの従姉妹にあたる。性格は内気で体力のない文化系。そのため、本人は体力や戦闘力のない自分が皆にとってただの足手まといでしかないと思い込んでいる。
しかし一方で、コンピュータの操作が得意で金銭的な感覚に優れているという意外な長所を持っており、オンライントレードによって薫たちの経済面を一手に支えている。仲間内での自分の役割はしっかりと確立できており、主をサポートする犬神としては優秀な方で（体力がないといっても、白骨遊戯においてたゆねの体力課題3連続を生き残れるほどの根性はある）序列3位に十分相応しい能力の持ち主である。また、怪談話が得意であり、白骨遊戯においても、自分に体力課題を課したたゆねに、交代して怪談を話すという逆襲を行い、気絶に追い込んだ。
包容力のある優しい性格で、薫邸では幼いともはねの面倒や勉強などもよく見ているようである。しかし、純情そうに見えてボーイズラブにハマっており、かなりの妄想癖がある。「さふらん瑠璃子」というネームで同人誌も執筆する筋金入りの腐女子。内容は主に啓太攻め×薫受けだが、新作は史郎攻め×啓太受けで、その破壊力は、啓太のあるトラウマを呼び覚ました程である。その同人誌に固定ファンも付き、オンライントレードだけではなく同人誌即売会の稼ぎも馬鹿にならなくなってきたようである。趣味であるインターネットは、とても人にみせられる内容ではないらしい。「ファ○ロード」を愛読している。
たゆね
声 - 森永理科
川平薫の犬神。序列4位。薫の犬神の中では、ともはねに次いで歳若い。体育会系の性格で、いわゆるボクっ娘。天邪鬼で、ようこの怒りを買うような川平啓太への暴言も言うが、勇敢というより単に精神的に子供であり、性根は臆病で怖がり。口よりも先に手が出るタイプ。
なでしこを除けば、薫配下の犬神の中で最も体力、戦闘力に秀でており、年齢から見て非凡な力を持つことから、せんだんをして「天才」と言わしめている。その戦闘力は、単純な打撃や突進では、ようこや「天に返した力」を使わない時のなでしこに匹敵するほどである。ただし幽霊や怪談が大の苦手。啓太の事は当初は嫌っていて2巻でもクズ呼ばわりしていたが、5巻で啓太がケイの為に命がけで死神を撃退したのを見てからは、考えを改め態度を軟化させた。ようこの事も当初は嫌い、苦手にしていた。
また、幼い頃にせんだんの趣味に振りまわされ、着せ替え人形扱いされていた事が原因で、せんだんへの反発心が強くなっている。同様に「女の子らしい服」への拒絶反応も非常に強く、デフォルトである露出の高いショート丈のTシャツにホットパンツ姿は平気であるが、ふりふりの服や女の子らしい衣装を着てしまうと、恥ずかしさのあまり萎縮してしまう。一応、料理も出来るが、カレーしか作れない。
『少年ジャンプ』を購読している。最初ボーイズラブが何のことだかわからず、初めていぐさの同人誌を読んだ時にはしばし口も聞けないほどのショックを受けた。
ごきょうや
声 - 木川絵理子
川平薫の犬神。序列5位。生真面目でクールな性格。薫配下の中では、なでしこを除けば最年長。医学を志しており、実際に頭の回転が速い。心技体のバランスが取れた非常に優秀な犬神であり、後述の宗太郎によれば、「模範生な犬神」。パンツルックの白衣姿に聴診器がデフォルト。医学志望のため、天地開闢医局への留学を希望している。
かつて川平啓太の父・宗太郎に仕えていた事があるが、彼の妻の嫉妬により他の3人の犬神ともども契約を解除されることになった。宗太郎に対しては主従を越えた想いを寄せているようで、宗太郎の話題や宗太郎本人と会話をしている際には、普段のクールな態度から一変してツンデレモードになる。また、酒に酔った勢いから宗太郎に料理を教えたのは自分であること、今でも宗太郎の妻を恨んでいることを白状したりしている。
啓太の暴走行為には呆れつつもどこか微笑ましく思ってもいるが、打ち解けて以降は度々説教をする事があり、啓太には「最近のごきょうやは一昔前の乳母みたい…」と思われている。
てんそう、フラノと3人でよく行動を共にしており、独特の価値観で生きる彼女らのフォローに回ることが多いまとめ役的存在。また、薫以前にも主人に仕えていた為何かと経験豊富で、せんだんも気付いていなかったらしい薫となでしこの繋がりの、深さ、特別さに気付いていた。さらに、第二部では、たゆねの啓太に対する特別な感情にも気が付いているようである。
周りには隠しているが実は早口言葉が出来ず、ゲーム「白骨遊戯」でなぜかそのことを知っていたなでしこにその弱点を突かれ、こてんぱんにされている。
単行本では唯一単独で表紙を飾っている（フラノとてんそうは後にツーショットで表紙を飾っている）。
てんそう
声 - 小林晃子
川平薫の犬神。序列6位。ファッションモデルのような高い身長と目が隠れるほどの長い前髪が特徴。画家であり、絵はプロ級の腕前。似顔絵を描くのに1分とかからない早業を持ち、全ての作品はモデルの好みに従ったデザインである。また、いぐさとは同人誌製作に協力する事が多いようで、いぐさの趣味に共感する等、やや腐女子の気がある。
無口な芸術家志向で、何を考えているのか良くわからず発言はほとんど抑揚の無い一言ですまし、天井をぼーっと見ていることが多いために薫の犬神の中でも特に コミュニケーション不全と名高い（しかし、赤道斎とは気が合うらしい）。大抵の物事には動じない性格だが、両の瞳を直に見られるのだけは強烈に恥ずかしがる。前髪を上げた時のてんそうは、薫の犬神の中でもトップクラスといっていいほどの美少女である（前髪を上げている絵は11巻表紙、同巻内の挿絵、最終巻の見開き絵などで確認できる）。
ごきょうや、フラノとよく一緒に行動しており、二人同様、薫以前にも何人かの主人に仕えていた事があり、仕えた主人の似顔絵を大切に持っているらしい。
登場当初、電撃hp版と文庫小説版でキャラクターデザインが違っていた。現在は若月の初稿デザインに近かった文庫小説版のキャラクターデザインが正式のものとなっており、アニメ版などの他メディア作品でもそれが踏襲されている。
フラノ
声 - 廣田詩夢
川平薫の犬神。序列7位。自称「18禁きゃら」（後に作者の語録内の言葉によって本当に唯一の「18禁」である事が判明）。星の描かれた巫女装束がデフォルトで、薫の犬神の中では西洋人っぽい容姿である。根は真面目だが天然で、楽しそうなことには何にでも首を突っ込んでケラケラと笑う賑やかな性格。羞恥の基準が他人とかけ離れており、はしたない姿を晒しては場をかき乱すという、てんそう共々コミュニケーション不全な「不思議キャラ」でもある。一人称は、原作では「フラノ」、アニメ版では「フラノちゃん」であり、他の犬神のことはちゃん付けで呼ぶ。
未来視と鏡を使った千里眼の能力を持ち、特に未来視による占いは100%の的中率を誇る。ごきょうや、てんそうと仲が良く、特にてんそうは格好のいじり相手。薫以前にも何人かの主人に仕えていた事がある。
料理に関してはパキスタン、ベトナム、エチオピアなどかなりマイナーな地方の物に関してならなでしこよりも上らしい。
いまり&さよか
声 - 遠藤綾（いまり） / 新谷良子（さよか）
川平薫の犬神で、犬神の中でも珍しい双子である。序列8位と9位。髪を右で束ねているのがいまり、左で束ねているのがさよかということになっているが、いたずらで時折互いの立場を入れ替えたりしているため、周囲の弁によればもはや自分がどちらなのか本人たちも解っていないとのことである。ただし、川平啓太はなんとなくで二人の見分けがつくらしいが、どうやら二人の匂いで判別しているらしく、いまりは「草花」、さよかは「果物」の匂いがするとの事である（薫は不明）。なお、啓太は匂いだけでなく、声だけでも識別できる事が判明している。当初はたゆねと同様、啓太やようこ、なでしこを馬鹿にしていた。
2人揃ってようこ並の刹那享楽主義者。悪巧みやいたずらをするのが好きだが、大抵は自滅したり返り討ちにされたりしている。常に楽観的で物事を深く考えない性格であり、口調は、今時の女子高生っぽく、常に言いたい事をはっきりと言う為、せんだんから礼節がなっていないと注意される事もしばしばある。しかしそれ故に、いざという時は迷う事が無いという長所もある。
薫から菜園を与えられており、いまりが草花担当、さよかが果物担当で植物の栽培を日課として行っているが、巨大化するなどの怪しげな性質を持った植物になってしまうなど、あくまでも「それっぽい」のしか栽培出来ないのが欠点で、酷い時にはガスマスクや防護服を必要とすることもある（ただしこれらは口絵や4コマ漫画などでの暴走的表現であり、本編ではそうした描写は無い）。
メリハリの無い幼児体型で、川平啓太からは、ともはね同様、完全に対象外と見なされているのだが、本人達は自覚が無いらしく、自分達が啓太の範囲内と見られていると勝手に危機感を持っていると、自信過剰かつ思いこみが激しい面も。なお、番外編である「いぬかみっ!EXわん!」収録の「辞書」の記述によれば「外観が幼いのはもうたぶん変わらない」との事。
ともはね
声 - 長谷川静香
川平薫の犬神。序列10位。人里に下りている犬神の中では最も年若い、まだまだ子どもの犬神。髪型は名前の通りツインテール。戦闘時などでは主に「探索者（シーカー）」としての役割を担う。趣味はテレビゲームと自己流の薬を作る事。自分になつく妖怪ムジナの「マロちん」を可愛がっている。同じ薫の犬神であるなでしこやいぐさは、ともはねの教育係的な存在でもある。
犬神としての潜在能力は、ようこやなでしこをも上回る可能性を持っているが、実力は未熟の身で、それが災いして尻尾を隠す事を出来ず、無理に隠そうとしても、ちょっとしたショックで元に戻ってしまうどころか、半獣人に近い姿になってしまう。
年齢的にも性格的にも甘えたい盛りだが、多忙な薫になかなか甘える事が出来ず、また他の犬神達の存在もあって、川平啓太と知り合って以降は薫よりも啓太に甘えており、よく啓太のもとへ遊びに行っては就寝中の啓太の布団の中に潜り込んだりしている。
今では啓太の「妹」的立場を確立させているが、幼いながらも啓太に対し、尊敬以上の感情を抱き始めている事には気付いていない。
また薫と啓太に対して（普通なら読み取れもしないような）共通の気質を感じ取っている。
第二部においても、川平カオルの、犬神使いとしての潜在能力にもいち早く気が付き、せんだんに「人の本質を見抜く目のような物が有るのかも」と言わしめている。
少女漫画（「なか○し」など。原作6巻・口絵より）を愛読している。

## 川平本家
川平 榧（かわひら かやの）
声 - 京田尚子（現在）、林原めぐみ（子供時代）
啓太の祖母。犬神使い・川平一族の宗家。タバコとゲームに興じる健啖活発な不良老人。野放図で細かいことにこだわらない性格。宗家として厳格な態度を見せることもあるが、実は微妙に孫に甘い「普通のおばあちゃん」な一面も持ち合わせており、啓太はそんな祖母に救われている部分もある。
本名ではなく「宗家」と呼称される場合が多く、アニメクレジットでもそのように表記される。「刀自」（とじ。年配の女性に対する敬称）と呼ばれることもある。口癖のように「後○○年は生きる!」と口にする。
本来なら川平家の霊能力者は13歳で「犬神選抜の儀」を行って犬神に憑いてもらい犬神使いとなる（それまでは川平家の子といえども犬神たちの山に入ることは禁じられている）のだが、彼女は9歳の時、友達（あまり仲は良くない）が死神に憑りつかれてしまい、禁を破って犬神たちの元に出向き、その際にはけに憑いてもらっている。そして13歳の時には並ぶ者無しと呼ばれる強大な霊力を持ち、同世代内最強の犬神使いとなっている。はけとはその後も、互いに人生を通じかけがえのない主従となった。また、この頃は「突貫」が口癖のようで、無茶を平気で行うタイプだったらしく、その性格は啓太にしっかり受け継がれている。
戦闘の際には「崋山双君」の力を借りて絶大な破壊力を発揮する。また、防御を担当するはけとの絶妙なコンビネーションにはつけ入る隙が無く、正に最強の一対である。
最終巻では、試練クリアに失敗したなでしこに替わり、薫の復活を賭けて、「24時間以内に高さ300mの塔を建立する」という試練に挑むこととなる。
試練クリア後は、はけと共に3神との最終決戦に駆け付ける。
基礎霊力については資料が無いが、現在の川平一族では最強とされている。原作第2巻で米寿（88歳）を迎えている。
はけ
声 - 中村俊洋
宗家の犬神で青年の外形を持つ。常に沈着冷静で涼やかな性格。川平家に憑く犬神一族の最長老の息子で、戦闘が可能な犬神たちの中では最強とされる犬神。一子相伝の結界術を得意とするが、父親である最長老に言わせれば、高度な結界術は性格的に向かないようである。
犬神の中でも、ようこを妹のように優しく接する数少ない犬神であり、ようこ自身もまた、はけの言うことはおとなしく従うことが多い。
常時身に着けている紫水晶の数珠は、契約の証として宗家にもらったもの。誰よりも宗家のことを案じ、大切に思っている存在。時には父のように母のように宗家とその人生を共にしてきた。宗家のことになると激しやすい。
それは宗家が13歳の時に形式的に行われた「犬神選抜の儀」において、他の犬神たちが彼女に憑こうとするのを全て排除してしまったことにも現れている。
原作に挿入されている4コマ漫画などでは、宗家の成長の記録としてことあるごとに写真を撮っており、アルバムは千冊以上にも及ぶという。また宗家とのボール遊びが大好きで、ボールを取っては捧げ、頭をなでられて尻尾をブンブン振りながら大喜びする様はさしもの啓太も唖然としていた。宗家の夫（啓太の祖父）が早くして亡くなったことについて、啓太には言えない真相を知っている様子。
宗家の若かりし頃にソックリ（特に容姿が）ということで宗家の孫の中でも啓太をかわいく思っている。
最終巻では、宗家と共に薫の復活を賭けて「24時間以内に高さ300mの塔を建立する」という試練に挑むが、旧クサンチッペの妨害を受けることとなる。その闘いの最中、自慢のアルバムの大半が焼失した模様。
試練クリア後は、宗家と共に3神との最終決戦に駆け付ける。
基礎霊力は3200漬け物石。年齢は不明だが、ごきょうやを200歳前後の若さと表現している（6巻巻末）ことから、相当に古い犬神であることは確実である。
川平 宗太郎（かわひら そうたろう）
声 - 野島裕史
啓太の実の父親で、薫達の父・元也とは実の兄弟である。かつては、ごきょうやを始めとする4人の犬神を従えていた犬神使いであった。川平一族でも特にお気楽な一人で、啓太の話によると、啓太がナンパをする時には、叱るどころかむしろ面白そうにしているとのことであり、享楽的な部分は先祖代々きっちりと受け継がれているようである。
しかし、宗太郎の妻がようこ並に嫉妬深かったため、泣く泣くごきょうや達との契約を解除。現在は普通の人間として、イギリスの大学で教鞭を執っている妻に付き添い、主夫として朝から晩まで甲斐甲斐しくその世話を焼くことを生きがいとしている（若い頃の宗太郎に料理のイロハを教えたのはごきょうやとのこと）。合間を見て時々（犬神抜きの）霊能者としての活動もしているらしい。妻は「やや夢見がちで突飛な人」で、生活能力はあまり無い様子。啓太と比べると爽やかそうな印象がある。
現在薫に仕えているごきょうやは、今でも宗太郎への想いを忘れられないでおり、その想いは薫を捜索していた時、宗太郎にこっそり会いにイギリスやローマに行っているほどであり、宗太郎本人も、最近の写真をごきょうやに送るなど、自分に一番尽くしてくれたごきょうやのことを気にしている。
また、本物の川平“かおる”が女であることも知っており、その内容の書いてあったごきょうや宛のファックス用紙を見たなでしこは、機密保持のために破り捨てている。てんそうの話によると最近の啓太は、宗太郎に似てきているらしい。文庫10巻のコミックにて登場している。容姿は息子の啓太によく似ており、眼鏡をかけている。アニメではごきょうやの回想シーンで初登場した。
川平 佐江（かわひら さえ）
啓太の実の母親で、天才的な歴史学者。ただしその華やかな研究歴とは異なって、日常生活では幼児に等しい典型的な学者バカで、家事一切を宗太郎に任せっきりの様子である。容姿は小柄で、年齢の割に異常に幼く見え、声もしゃべり方も30過ぎの女性とは思えないほど。非常に嫉妬深く、宗太郎との結婚の条件として、彼が契約している犬神（特にごきょうや）との解約を望み、宗太郎は泣く泣く同意しており、ごきょうやはその件で彼女を今でも恨んでいるとのこと。
川平 元也（かわひら もとや）
川平薫とカオルの実の父親で、啓太の父・川平宗太郎の実兄でもある。主にヨーロッパで活躍しているオカルトライター。ジャーナリストしては優秀だが、父親としては実にでたらめかついい加減で、家に帰らない日がザラであったため、女房には既に逃げられている。取材の過程で邪星の存在を知りそれを追っていたが、逆に邪星に捕らわれ、カオルと共に氷の中へ封印されてしまった。封印から解放された第2部では薫を探すために単身海外へと旅立っている。
川平 慧海（かわひら えかい）
川平家初代当主。故人。出自などに関する情報は一切不明。坊主の風体ながら酒も女も大好きという完全な生臭坊主。いつも笑っているような人物、それも自分で言った下品な冗談にげらげら笑い転げているような「ちょっとお馬鹿でエッチな」タイプであったらしい。
大妖狐の襲撃で（理由はようこのひなたぼっこの場所にするため）危機に瀕した犬神の里にふらりと現れ、鮮やかな手腕で犬神たちを束ね、大妖狐を封じる方法を教えた。事が済み、また流浪の旅に出るところを、彼に心酔した犬神たちに引き留められ、彼らの懇請を容れてその地に住み着き、川平家の始祖となった。その時は、当時若かりし最長老と契約していたらしく、二人でよくかわいい女の子をナンパしていたこともあるらしい。
「呼べば来る」者であり、犬神たちの誰かが辛い、哀しい、苦しいなど「魂の底からの叫び声」を上げた時、彼は必ず現れたという。そんな慧海の子孫の中でも、啓太は彼によく似ているというのが、彼を直接知る者たち（最長老、はけ）の一致した意見である。ただ、いぐさの話によると、あまり長くは生きられなかったらしい。

## 赤道斎関係者
仮名 史郎（かりな しろう）
声 - 速水奨
内閣官房直属の霊的捜査官。非常に真面目な性格。種族的偏見は持たない主義で、曲がったことが許せない。ヘンタイ魔道士の名で有名な赤道斎の子孫。カトリック系のキリスト教信者であるらしく、十字架を切ったり、神に祈るポーズをとることがある。「エンジェルブレイド」という、自らの霊力を剣に変換する魔道具（これも赤道斎の遺産である）を使用し、必殺技は「ホーリークラッシュ」と「クリス・クロス・スラッシュ」。赤道斎の遺産「月と3人の娘」マークを持つ魔道書・魔道具を追っている。
妹が一人いて、外国に留学している（原作11巻でゲスト出演）。実は妹の影響で少女漫画の熱烈なファン（しかもかなりベタな展開のラブストーリーが好み）。赤道斎の筋金入りの変態ぶりには苦悩しているが、最近では仮名自身もまた成り行きでブリーフ一丁姿になったり、ようこだけでなく、幼いともはねや純情なカオルにまで裸体を晒したり、全裸で川平啓太と抱き合ったり（その度にいぐさやてんそうにネタにされている）、素っ裸に女物（ようこ）のパンツを一枚穿いただけの姿を、大妖狐やケイに目撃されるなど、所詮血は争えないのかと思わせてしまう部分が多い（大妖狐には、「遺伝てこわ!」と言わしめている）。何かと啓太達に巻き込まれて不幸な目に遭っており、「ヘンタイではない!」とお約束的に豪語するものの、説得力が無くなりつつある。
第二部後半に至っては、（事故ではあったが）赤道斎の魔道具によって赤道斎、大妖狐共々写真の結界に封印されてしまう。さらにはその封印を解いてもらうことを望みとした3神に与えられた試練をクリアするために、「12時間以内に、誰にも事情を話すことなく、全ての禿頭の現職衆議院議員の頭に「ハゲ」と書く」をやらねばならなくなり、霊的捜査官をクビになるどころか危うく国賊の仲間入りをするところであった。
なお、アニメにおいて仮名役を担当している速水奨は次回予告のナレーションも担当しており、仮名としての出演がないときは「次回予告」としてエンディングにクレジットされている。
さらに、劇場版では実質的主役と言ってよい役柄となっている。
基礎霊力は650漬け物石。
同じ有沢まみず作品にして『いぬかみっ!』の後継作でもある『ラッキーチャンス!』にも登場する。同作では部下を持つまでになっている。
赤道斎（せきどうさい）
声 - 若本規夫
仮名史郎の先祖。その容姿は仮名史郎に瓜二つ（アニメ版では、仮名よりも老けた顔立ちになっており、髪の色も金髪となっている）。人類の歴史上最強の魔導師のひとりであり、『月と3人の娘』という恐怖と卑猥の魔道具シリーズを遺したはた迷惑な男。独自の価値観で動き、その価値観は他者に理解されない。いわゆる究極のヘンタイであり、自らの理想郷たる全ての欲望が肯定される場所「賢者の楽園」（啓太曰く「ヘンタイパラダイス」）をこの世に構築することを目指している。かつて大妖狐に負けたために自らの魔道具の一つに隠れていたが、その後大殺界の力で現世へ復活を遂げている。
着込んでいるように見えるが下半身、特に「あの部分」を常に丸出しにしている（アニメ版でのあの部分を隠す象が赤道斎だけ特別に赤い象（象の祖先）である）。当人としてはこれこそが理想であり、曰く「プライドという名の服を着ている」状態（このセリフを考案したのは有沢と同じく電撃文庫で活躍している藤原祐）である。そのため、「裸王」の名で街中の有名人となってしまっている啓太を自分の後継者に指名しようとしたこともある。常に露出させている股間の「砲身」のサイズは14センチ（8巻289p）。宿敵である大妖狐との比較では、「ちょっとだけ」勝っている（10巻181p）。また、アニメ版では砲身が16センチ砲に換装されている。また、この部位を用いて、ともはねと同様の探査能力を使うことも可能。
饒舌にして傲慢な性格。基本的に自分と自分の発明品以外を全て見下し、目的のためには手段を選ばない。一方で、「契約」という言葉を神聖視しており、これに基づいた事柄に対しては決して自ら破ることをせず、逆に契約の履行を妨害するならばそれが契約者であっても容赦しないという律儀さも持っている。第一部における敵役であるが、決して悪人というわけではなく、なでしこのことをもっと気遣ってやるよう薫を諭したり、クサンチッペが大殺界を感情のないただの機械に改造してしまったことに対して激怒するなど、人間らしい優しい感情も持ち合わせている（8巻75、293p）。
戦闘においては呪文と魔道具を駆使した遠距離からの攻撃が得意。怪物級の霊力を持ち、本気になれば大妖狐と正面から渡り合えるほど。また魔道具の発明においても天才的で、特に「大殺界」においては邪星によって仕掛けられた薫の呪いを限定ながらも解呪した。
第二部では大妖弧共々人形とされた挙句、邪星に力のほとんどを奪われてしまい、さらに川平啓太らに救われたことから「借りを返すまでの間」ということで仮名史郎と宗家の更生プログラムに従い、街の再建のため力を注いでいる。その際にクサンチッペと大殺界を害の無い程度に復元させることを条件としたが、逆に仮名史郎から「以後断固として下半身を露出しないこと」と（当人としては）厳しい条件を付けられた。しばらく大妖狐と起居を共にするうちに段々と打ち解け、最近では大妖狐のことを気に入るようになってきている。薫の犬神たちの中ではてんそうと気が合うらしく、それによって借りることが出来た魔導具が、第二部の重要なキーアイテムとなった。
第二部でも、新堂ケイの下着を身に着けて人前に出たり、対3神戦においても、戦闘中に唐突に下半身を露出しメギドの隙を突いたり、エルフィネスを亀甲縛りにしたりと、変態ぶりは健在である。
第二部後半では不慮の事故によって自身の作った写真の魔道具の結界の中に閉じ込められてしまう。後に仮名史郎の尽力あって復活し、大妖狐と共に戦局を大きく動かすことになる。
基礎霊力は11000漬け物石。
ソクラテス（こけ子）
声 - まるたまり
赤道斎が作り出した魔道具の一つで、木彫りの雄鶏の姿をしている。誰かに触れることで、その人の理想となる服装姿にする能力を持つ。ただしこの現象は、本人のみならずその周辺にいる人間全てを巻き込むという非常に迷惑極まりないもので、しかも鳴き声はとてつもなくやかましい。啓太に至ってはスクール水着を着た姿にさせられ、周囲から哀れみを含めた冷たい目で見られる羽目になった。ただし、魔力が切れると動けなくなってしまうという欠点を持つ。アニメ版では、2時間経つと服が消えてしまうと設定されている。
河原崎によって奪い取られていたが、啓太との壮絶な一騎討ちの末、無事取り返すことに成功。その後は仮名によって、半ば強引に啓太に押し付けられることとなった。何を考えているのかよく分からない外見とは裏腹に主人（赤道斎）への忠誠心は高い。名前の由来は哲学者のソクラテス。
大殺界（だいさっかい）
声 - 西脇保
赤道斎が300年の時をかけて作り出した魔道具の一つで、超巨大なコンピューターのような姿をしている。ありとあらゆる物事を現実化させる能力を持っており、川平カオルらにかけられていた呪いを解くのに活躍した。魔道具だが明確な自我を持っており、奇妙な関西弁で話しかける（原作では発声の機能は無く、言葉は文字盤に表示される）。クサンチッペ、ソクラテスとは仲のいいトリオのようである。
陽気で仲間想いな性格であったが、一部後半で邪星の影響によって凶悪化したクサンチッペによって改造され、感情を持たない凶悪な戦闘兵器と化す。その代わり願望現実化能力が極端に強化されている。その力で薫をこの世から完全に消滅させようとしたが、直前で啓太の妨害に遭い、この世のどこかへ飛ばすに留まる。しかしそのことがかえって薫の因果律を混乱・複雑化させてしまい、霊力による予知や探索でも所在がわからないようになってしまった。赤道斎曰く、もう一度大殺界を完成させれば薫を完全に呼び戻すことが可能だが、どれだけ最短でも完成に10年の時間を要してしまうことからこの案は却下された。
第二部では給湯ポット並みのコンパクトサイズに再構築され、クサンチッペの教育係として宗家の屋敷に居候状態となっている。
クサンチッペ
声 - 川田紳司
赤道斎が作り出した魔道具の一つで、木で出来た人型の人形（中国製ロボット先行者に瓜二つ）。股間にドリルがあり、製作者である赤道斎の趣味をうかがわせる。片言でしゃべる（原作においては彼のセリフは全てひらがな表記になっている）。後にとある一件にて破壊される（後述）。
赤道斎に忠実な魔道具であったが、情操教育に悪い情報を一気に取り入れた上、終盤で大殺界を通じて流れ込んだ邪星の意識に取り込まれ凶悪化し、仲間である大殺界を凶悪な戦闘兵器へと改造し、さらには主人であるはずの赤道斎と大妖孤を取り込み、第一部における最強の敵と化す。邪星と同じく、誰かが絶望した姿を見て大喜びする。薫やなでしこらを無残なまでに打ちのめしたが、なでしことの戦いで急所である腹部の水晶玉にひびを入れられ、最後は啓太とようこにそこを攻撃されて倒される。
第二部では、赤道斎の希望でかつての戦闘力はないものの復活し、現在は「大人しくていい子」になるための勉強をしている。
後に代償を求める神々の一人メギトの手によって再構築前の感情のクサンチッペも復活し、宗家の試練クリアを妨害する。しかし、先に試練をクリアして駆けつけた仮名史郎と新クサンチッペの攻撃を受け、最後にははけと宗家の突進を受け倒されるが、その戦闘において、旧クサンチッペが新クサンチッペに股間のドリルで掘られることに。
名前の由来は古代ギリシアの哲学者であるソクラテスの妻クサンティッペ。

## その他
マロちん
声 - 新谷良子
オコジョに似た外形を持つ、ムジナと呼ばれる妖怪。体長20cmほど。寒い地方に住み、「きゅろきゅろきゅ〜」（原作では「きょろきょろきゅ〜」）と鳴く。アルコールが大好き。霊気の高い人間などに好んでとり憑く。素材や大きさ、重さに関係なく、異なる物体同士を瞬時に結合させる能力を持つ。人語は話せないが概要は理解出来る。元は天地開闢医局において、犬神たちのかかる疫病「むじなしゃっくり」の防疫に使われている医療動物。しかし、それなりに気位が高く、きちんとした扱いを望み医局から脱走。その騒動の中で啓太たちと出会った。
普段はともはねが着ているパーカーのフード内に居ついている。ともはねがフードなしの服を着ている場合は、彼女の頭上が定位置になっている。原作の本文中に登場することは少ないが、イラストでは既にともはねとワンセットである。ともはねは「マロちん」（アニメ版では「マロちゃん」になる）と呼んでおり、本項ではこの名前を採用しているが、実は薫の犬神たちは彼にそれぞれ自らの趣味などに基づく別々の名前をつけている（例として、ボルフェナンスキー・ルチア・セント・フェルディナンド・カンタービレ（せんだん）や虎次郎（たゆね）、カマボコ（いまり&さよか）、オコジョ（ごきょうや）、ピカソ（てんそう）など）。が、それぞれが別々の名前で呼んでも会話は成り立つ。
名前の由来は原作版では不明だが、アニメ版では毛並みがマロンケーキに似ていることからともはねが名付けたとしている。さらにアニメ版では、臆病な性格であるため啓太たちの下から逃げ出したという設定にされており、天地開闢医局の防疫用動物であるという下りは全てカットされている。
留吉（とめきち）
声 - 津村まこと
全国を渡り歩く渡り猫。猫又の一種。ただし年齢は4歳で、年を経て変化したわけではないらしい。外見は直立して服を着た三毛猫で、尻尾は2本。ある寺に世話になっていた先祖の遺言に従い、長い年月の果てにその寺から散逸した数多くの仏像を探して全国を渡り歩いている。非常に義理堅い性格で、折に触れ啓太たちの元に立ち寄る。行くあての無くなった啓太とようこを自分達の家である寺に泊めたり、彼らの悩みを解決するために1年に1回しか使えない「お猫様」の力を提供したこともある。仮名史郎とも種族を超えた友人となっている。
第二部後半では、タヌキ、河童らと共になでしこの暴走を止めるための啓太の策略に協力する。
最終巻では3人の神々の試練を最初から見ており、レネウス、メギトの言葉から「仲間たちの持っているすべての力がその人の力」と気付く。そして仮名史郎の試練を助けることが啓太達の力になると考え、レネウスから試練を受けることを望み、見事に試練をクリアした。
タヌキ
声 - 矢島晶子
過去に啓太に助けてもらい、恩返しするため啓太に惚れ薬を渡しに来た。それ以来啓太に懐き、ことあるごとに啓太たちの元に立ち寄っている。語尾にっすとつけている、また、原作8巻およびアニメ最終話においても啓太の援軍として駆けつけた。
原作ではちゃんちゃんこを着ているが、アニメ版ではデザインを変えられて何も着ておらず、他のタヌキと見分けが付かない。
第二部後半では、留吉、河童らと共になでしこの暴走を止めるための啓太の策略に協力する。
そして、最終巻ではようこに霊力を授けたことにより瀕死の状態になった最長老を救うため、レネウスからの試練を受けることとなる。
河童（かっぱ）
声 - 大須賀純
啓太達が河川敷（「河童橋」の下）で生活しだす前から付近に住み着いていたと思われる先住者。人前に姿を現すのは稀。なぜかは不明だが、啓太に懐き、いつも邪険にされているにもかかわらず、気がつくとそばにいる。啓太の役に立とうと、釣りをして啓太達の食料を確保したりもしている。啓太らが川を離れた際も、ついて行っており、ついには啓太が引っ越した薫の屋敷にまで居付いてしまった。このことからも根は結構寂しがり屋なのかもしれない。人語を話すことはできないらしい。熱は苦手だが、啓太になつくあまり無理に風呂に入ってしまおうとしたこともある。最近は、薫邸内での（最下位）番付を賭けてともはねに挑まれては相撲勝負をしている。全ての河童族において、相撲はお家芸とされるほどの得意種目であるため、勝負はいつも河童の勝利で終わっている。
第二部後半では、留吉、タヌキらと共になでしこの暴走を止めるための啓太の策略に協力し、その後、レネウスからの試練を受けることとなる。
最長老（さいちょうろう）
声 - 城山堅
全ての犬神達を治める長。最長老は通称で、真の名は「こうがいえつ」。
見た目は完全な老年であるが、実はなでしこの方が年上。川平家の初代当主・川平慧海に仕えていた犬神であり、はけとせんだんの実の父親でもある。なでしこの本当の強さを知っていた数少ない一人。ようこには、息子のはけやなでしこ同様、差別感こそは抱いておらず、ようこもまた、「お爺ちゃん」と慕っている。
ボケてはいるが好々爺で、若い頃は慧海と共によくかわいい女の子を追い掛け回していたらしい。歳をとってもそのひょうきんで軽い性格は変わらないらしく、不注意にもなでしこに「年齢」や「お腹まわり」の話をしては睨まれていた（8巻13, 16p）。
およそ300年以上もの間舞踊結界によって大妖狐を封印していたために人の姿を保っていられないほど老化が進んでいた（本来は不老不死に近い犬神の老化は、年齢ではなく霊力の消耗による）。封印が綻び、一度は外へ飛び出そうとした大妖狐をもう一度舞踊結界で封印するも、残り少ない霊力が枯渇。死を悟った後、はけとなでしこに望みを託して命を落とす。が、封印を破った大妖狐の蘇生術によって奇跡的に生き返った。生き返って最初のせりふは「あれ？わし、カルビ？え？」（8巻121p）。
第二部では仮名史郎・大妖狐・赤道斎を写真の魔道具の結界に閉じ込めてしまったり、ようこと共に試練の担保としてレネウスの結界にいやいや閉じ込められることになるが、結界の基本構造を（見たことのない洋風のため時間がかかったが）理解し、ようこを結界から解き放ち、さらにようこに二式紫刻柱と霊力を授けた。が、授けたことにより瀕死の状態になり、留吉に続き啓太達の力になろうと試練を受けようとしていた狸が急遽試練の目的を変更させなければならなくなった。
大妖狐（だいようこ）
声 - 郷里大輔（妖狐形態）、神奈延年（人間形態）
伝説的存在となった史上最強の妖狐で、ようこの実の父親（ようこは「オトサン」と呼ぶが本人は「パパ」と自称、ようこに嫌がられている）。はけの父である最長老の舞踊結界によって封印されていた（アニメ版では娘である、ようこによって封印されていた）。最強クラスの犬神であるはけですら彼の存在を恐れている。もちろん人間に姿を変えることも可能で、その姿は20代後半の若々しさである。
破格な霊力の持ち主で、ようこと同様に「じゃえん」や「しゅくち」を使えるが、その威力は段違い。その他にも「せきか（石化、対象を石に変える能力。作中では葉を金にすればたこ焼き伝々と語っていたのでおおよそすべての物を変質させられると思われる）」や「じゅうりょく（重力、対象を押し潰す能力。重力操作）」などといった能力も持ち、さらには因果律さえ軽く捻じ曲げて、死者蘇生もこなしてしまう。赤道斎によれば、その力は斉天大聖クラスで、すでに神仙になっていてもおかしくないほどのものだという。
やる事なすことが全くのデタラメで、非常にわがままな気質を持つ。本人曰く、ただやりたいことをやっているだけであり、悪意が全くない分性質が悪い。だがゆえに娘離れが出来ないという一面もあり、大勢の犬神達の見ている前でも構わずようこに頬擦りをするほどの親バカぶりを見せる、対して啓太のことはようこの心と体を奪った奴として激しく怒っており（ただし、でっちあげながら孫が出来たということで彼を許すくらいの寛容さはあった）、一度は強引に二人の仲を引き剥がしたことも。しかし封印されている間に、ようこが啓太との触れ合いによってかつて知っていた頃と比べてすっかり変わったことに気付き、切なさに満ちた思いを抱くようになり、啓太とのことについても、諦めるようになった。少なくとも娘への思いに関して、嘘偽りはないようである。
死を極端に嫌う気質の持ち主だが、その死生観は非常に独特。文字通り「命を保っている状態」ならば、相手を石化したり別のモノに変えたりすることに対しては何の抵抗も持たない。人間そのものについては嫌いというわけではないらしく、かつてなでしこと対決した際に、無差別に人間を巻き添えにする戦いをしたなでしこを諭したこともある。本気を出すと相手を殺しかねないため、（赤道斎やなでしことの戦闘の際にも）未だ全力で戦ったことがない。
第二部では赤道斎によって人形とされた際に力のほとんどを奪われてしまい、さらにようこの「また暴れたらこれから生まれてくる孫を抱かせないだけでなく、親子の縁を切る」という圧力もあり、仮名史郎と宗家の更生プログラムを受け、街の再建のため力を注いでいる。そうしているうちに、今まで「破壊」しか行なって来なかった自分が「物を造る喜び」に目覚め、次第に吉日市に愛着を感じ始めており、同時に啓太を始めとする川平家の者達や、赤道斎一派も気に入るようになってきている。しかし、まだどこか暴れたいという気があるようで、面倒事に首を突っ込もうと赤道斎へよくちょっかいをかけている。ある時に外界と因果的に切り離した空間で赤道斎と戦闘を繰り広げたのだが、本人曰くこれは「外に影響が出るわけではないからようこの言う『悪いこと』じゃない」と主張している。
第二部後半では、事故ではあったが赤道斎の魔道具によって写真の結界（放っておいても一週間も持たない程度の強度）に封印されてしまうが、後に仮名史郎の苦労の末復活。その後、自分が最も望んだ「自分より圧倒的に強く、自分が何をしても死なない奴」である3神の一人メギトと戦闘を繰り広げ、産まれて初めて全力を出すことになる。
基礎霊力は未知数。赤道斎曰く「霊力では我は到底大妖狐には及ばない」「大妖狐と力比べで勝てる者は現世では理論上存在しない」とのこと。
邪星（じゃせい）
声 - 麦人
川平薫が悲痛な人生を歩むことになった元凶。人間の頭ぐらいの大きさの水晶球にマントを着せて、にゅっと手が二本生えたてるてる坊主のような見た目（アニメ版では仮面にマントを着せたような姿で、マントの下は水晶を核とした下半身のない包帯を巻いたミイラのような姿をしている）。
その正体は一千年の時を生き、既に人間としての体を失った魔法使い。人が絶望する瞬間を見ることによって自分の力とする体を持つため、まずは自分で選んだ人間に徹底的に愛の大切さ、人間の道徳を説き、その者が幸せな道を歩めるようにし、その後で自らの手でその幸せを潰し、その絶望を味わうことで長生きしてきた。
高山湖の上に浮遊させた自身の住む城に薫とその家族（川平元也とカオル）を拉致。家族を氷漬けにし、薫には記憶を封じて徹底的な情操教育を行い、また自身の「人を幸せにしているところ」だけを薫に見せ、信頼を得、自身の糧とする準備を続けてきた。いざ寿命が近づき、薫の絶望を食そうとして薫に真実を全て暴露したものの、薫が決して絶望しない強靭な心を持っていたため、灰になって散っていった。この時、薫へ呪いをかけたことを告げ、「周囲に背かれ、最愛の者に裏切られて絶望し、この世から消滅する」という予言を残しているが、この予言は結果として全て回避されることになる。
邪星自身の思念は氷漬けになった二人の中に生きており、大殺界の中でウイルスのように蔓延っていた。第一部終盤では、大殺界経由でクサンチッペの中に流れ込み（アニメ版では赤道斎に取り憑いた）、現世に復活する。強大な力でようこ達を追い詰めたが、啓太の復活で形勢が逆転。最期は薫の犬神達や仮名史郎の連携攻撃の末、啓太とようこによって浄化された。
ドクトル
声 - 秋元羊介
川平啓太の住む吉日市のヘンタイたちを束ねるヘンタイの頭目。通称「覗きのドクトル」。自分が覗きをした現場にメッセージカードを残すという怪盗の如き真似をする男。アニメ版では、一度ばれたところには二度と現れないというポリシーを持つという設定が為されている。黒（アニメでは白）のタキシードに裏地が赤のマントを羽織り、シルクハットを被っている。大胆不敵な覗き魔でありながらその言動は非常に紳士的で、常に聡き女性の味方と称するジェントルマンである。
気配を消す能力に異常なまでに長けており、その能力はもはや特異能力者レベルにまで達している。作中でも大勢のいる中で彼に気付いたのはなでしこと薫のみ。それでも用心していなければわからないほどに彼の気配は薄かった。そこまでのスニーキング能力を持ちながら、他のことに役立てようという気は欠片もないらしい。誰も自分の存在に気付けないことが最大の誇りであり、同時に最大の悩みでもある。またエスケープ能力もかなりのもので、文字通りようこを煙に巻いたほど。
啓太のことは吉日市に現れたヘンタイたちの英雄「裸王」として一目置く存在。たびたび啓太の部屋も覗いているので彼の身の回りの出来事はほとんど知っている。なお初めて自分の存在を見破ったなでしこには敬意を抱いており、彼女が啓太の本性を試すための仕掛けを考案した際も協力している（4巻p279-280）。
作中ではその能力を時折意外な局面で発揮。何度か啓太のピンチを救い、最終的に啓太だけでなく川平カオルと元也、そして吉日市を救う強力な援軍となる。第2部でも啓太の呼びかけに応じ、町中のヘンタイを率いて不良達の前に現れ、全員総出でカオルの代わりに謝罪（ただし、あくまで各々の流儀による意味不明かつ変態的なもの）をしたりと、ごくたまに役に立つ場面を見せている。
酒はあまり嗜まない。
最終巻において気配を消す能力はエルフィネスですら気付かせないほどであり、この能力と赤道斎の（空間跳躍する）魔道具を使いこなせたことでカオル達に多大な貢献をした。
親方（おやかた）
声 - 相沢正輝
ドクトルの同志。下着泥棒の名手で甘党。その行動と思想は一種の伝統芸能の職人的な頑固さと誇りに満ち溢れている（作者は大工棟梁の設定と言っている）。常に頭には女物の下着を被っており服装は江頭2:50の如く上半身裸。本作では、赤道斎と1、2を争うくらい卑猥な恰好をしている。本人曰く、「俺は蕾（ともはねくらいの年齢）には手をださねぇ」らしい。自称ランジェリーアーティスト。
係長（かかりちょう）
声 - 鈴木琢磨
ドクトルの同志。マゾヒズムの大家。パートナーと共にSM全国大会で上位を取るほどのパフォーマンスを得意とする。M側しか教えることができない。普段は恋人のいる普通のサラリーマン（作者は中小企業の管理職の設定と言っている）。アニメ版では常に亀甲縛りのスタイルで登場し、劇場版では妻子持ちである様子が見られる。
警官（けいかん）
声 - 水内清光
もはやストリーキングの常習犯となった啓太を追いかけている警察官。通常スタッフロールでは警官Aと表記されている。あまりでてこないが、警官Bの声優は大久保利洋。
鎮霊局局長
内閣官房直下の鎮霊局の局長で、仮名史郎の直属の上司。外見は20代後半の比較的ハンサムな青年であり、口におしゃぶりを咥えている以外はいたって普通だが、話す言葉は全て赤ちゃん言葉であり、住んでいる部屋や読書の傾向など、生活の全てが幼児趣味である所から、変った性癖がうかがえる。しかし、その実務能力は高く、日本を霊的事件の一切から鎮護している。そのコネクションは霊能者のみならず政財界にまで広がっており、日本の影を司る黒幕の一人。
第二部後半では、仮名史郎に課せられた試練、『12時間以内に、誰にも事情を話すことなく、全ての禿頭の現職衆議院議員の頭に「ハゲ」と書く』を国家に対するテロと認定し、その実行を阻止するために、配下の霊的捜査官達と共に仮名史郎の前に立ちはだかることとなる。
河原崎 直己（かわらざき なおき）
声 - 千葉繁
啓太の通う県立武藤田高校の先輩。通称「闘うオタク」として名を馳せている筋金入りのオタク。ネコミミと尻尾のあるケモノ娘を異常なまでに愛する男。地元では資産家として知られる河原崎家の人間であり、家訓として河原崎家の一族にフィジカルでも強い一面を示すため、自家に伝わる怪しい拳法を操る。その腕と強さは仙界で修行した啓太とタメをはれるほど。
原作では同人業界の裏も表も知り尽くし、それを駆使して自ら莫大な金銭を稼ぐ実業家的才能を示している（アニメ版ではいぐさと業界を通じての知り合いであるように表現されている）。またオタクであるがゆえに後ろ暗い変態的人物に対しても、類稀なる共感力を持つ。そのため「人間の持つ闇の心」に対して強烈に語りかける特技を持ち、その扱いに関しては赤道斎にも勝るとも劣らぬカリスマ性を持っている。
一方でその才能により赤道斎の開発した魔道具「ソクラテス」とも心を通わせ、この魔道具のことを「こけ子」と呼び（アニメ版では「〜たん」がつく）意思ある者として丁重に扱った（しかし、同時にこのことによって大騒動を引き起こした）。原作ではこれに絡み、啓太に魔道具であっても「意思ある者」を尊重してその能力を滅ぼすだけではなく活かす方向に持っていくよう、彼に「霊能者としての心構え」を説いている。
ようことの初対面で彼女をタヌキ娘扱いしたため（悪意があってしたわけではない）、ようこからの印象はあまり良くない。また、ともはねと出会うたびにコミケのモデルやコスプレをさせようと自制心を無くし「ろりけもの」と叫びながら襲い掛かるように迫り、周りが見えずトラックに轢かれたり、ともはねにたびたび黒焦げにされた。
第二部において、薬によって成長したともはねを見て、「ストライクだったぞ、大きくなったロリケモノ!」と言って喜んでいたところから、真性ロリコンでは無い模様。
事件解決後は、たゆねを気に入ったらしく、騙して魔法少女のコスプレをさせた挙句、足蹴にされていた。
新堂 ケイ（しんどう ケイ）
声 - 水樹奈々
第一部の5巻、アニメ第12・13・21話のゲストだったが、第二部ではレギュラーに昇格。かつては名立たる富豪の令嬢だったが、その富は先祖が死神と交わした契約によってもたらされたものであり、代償として20歳を迎えた日に命を捧げることになっていた。はけを通じて啓太とようこに死神退治を依頼するが、両親を殺され、誕生日の度に死神から凄惨なまでの苦痛を与えられてきたゆえに、心の中では絶望しきっていた。しかしそれが「生きたい」という渇望の裏返しであることを気付かせ、臆することなく死神と闘った啓太のため、死神が倒され契約が途切れたことによって全財産を失いながらも、力強く生きていくことを決心する。
20歳とは思えないほど幼い風貌をしていたが、凍てつかせていた時間を取り戻そうと前向きな努力を続けた結果、1年経たないうちに身心が急成長。年相応とはいかずとも大人の様相を持つようになる。
第二部からはその過程で啓太への恋心をはっきりと自覚し、命を助けてくれた御礼を理由に啓太へ手製の菓子を手渡そうと（つまりお近づきになるため）頻繁に薫の屋敷へ行くようになる。ようこからは激しく煙たがられることとなるが、意に介さず啓太に接近を図り、そのためようことは、仮名史郎に「赤道斎と大妖狐より仲が悪いのでは?」と言わしめるほどの犬猿の仲となる。また、体力的には身心以上に向上しているようで、啓太宛のラブレター（の練習用に書いた、エッチ方面に特化した過激な文章）を取り返すために犬神使いである啓太をも驚愕させるほどの身体能力を発揮したりしている。
第二部後半では、霊力の込められた餅の呪縛（薫の犬神達ですら脱出できなかった）を自力で脱出してみせたり、エルフィネスの召喚した三角錐の攻撃をその身に受けながらも啓太の救援へ向かうなど、超人的など根性を見せた。そのために啓太同様、街のヘンタイたちから一目置かれる存在となり、それ以降はヘンタイの女王として彼らから慕われ、啓太の非常時には彼らヘンタイを統率するようになる。事件解決後は、20歳すぎているにもかかわらず、啓太のいる高校へ編入を決意した模様（ようこに「犯罪くさいわね、それなんのえっちびでお?」と揶揄されながらではあるが）。
アニメ版では後にセバスチャンと共にケーキ店を始める。
セバスチャン
声 - 室園丈裕
第一部の5巻、アニメ第12・13・21話のゲストだったが、第二部ではレギュラーに昇格。新堂ケイの執事で元プロレスラー。20年前にケイの両親を守るため死神と闘い、殺される寸前で命乞いをしてしまった過去を持つ。そのことが未だトラウマとなっており、今度こそ最後の最後までケイを護りたいと思っている。死神が倒された後もケイの執事として献身しており、現在は事前に分与しておいた財産を回収し、管財人を立てて資産の把握に努めている。
「セバスチャン」は執事としての通称で本名は「合田剛太郎」。なお、原作では彼の頭はスキンヘッドだったが、アニメでは短い金髪になっている。
白山名君（はくさんめいくん）
大きなカエルの姿をした神仙。天界の流刑地である猛省蘭土（めんしえんらんつ）で普段から人間の生活を観察している。元々は天帝（最上級の仙人）に仕える天界の下級役人で、数々の失敗を起こした罰として100年以上も地上へ落とされたままの「落ち仙」である（実際は30年の刑期だが、いくつかの要因が重なった末に天界から忘れられている）。正直者で心優しい反面、悲観的かつ引っ込み思案であり、そのせいでいじめられる事がある。契約候補者として猛省蘭土で修行中の川平啓太と出会い、その野放図な気性に惹かれて、彼が良き仙術の契約者を見つけるよう期待する。しかし選抜の日に、乱暴者の落ち仙たちがこっそり地上へ降り、人間の村で大暴れしようと目論んでいることを知り、人知れず自分だけでそれを止めようとするが、その心意気に感じて助けに駆けつけた啓太と仙術の契約を結び、二人は見事に落ち仙たちを撃退する。契約者を得たことにより、無事天界へ帰れる身となったのだが、まだ暫くは戻らずに人間の生活を観察することにした。同時に修行も行っており能力向上と結界術（けろけろ結界）を身につけた。
第二部後半ではエルフィネスと啓太達の戦闘の場へ偶然遭遇する。その後、啓太の攻撃の強化や自身の作り出す強固な結界によって大きく貢献する。
太古の精霊たち
薫捜索において重要な役割を持つとされる精霊。4種の精霊が薫邸に集まることが条件となっており、現在まで3種の精霊が薫邸へ連れて来られている。
砂漠の精霊
フラノが連れてきた。複数の個体が存在し、大小様々なてるてる坊主に似た外見。好奇心が強くて人懐っこい。薫邸のあちこちを好き勝手に浮遊している。独自の言語でしゃべるため、フラノしか通訳できない（ただし、彼女の通訳が正確か否かは誰にもわからない）。
大樹の精霊
てんそうがウクライナから連れてきた。巨大なゴリラのような外観。スカートを履いていることから（性別があるというのならば）メスであるらしい。非常に強力な癒しの能力を持つ。水で育つので経済的だが、かなりデリケートな性格のため、ちょっとしたことですぐ大暴れする。通称「うほ子」。
最終巻においてカオルをリーダーとした救援部隊の治療担当として啓太達の下に駆けつけた。
春の精霊
たゆねがルーマニアから連れてきた。犬とアライグマをかけ合わせたような外見。持ち運びのため壷に入れられている（壷ごと跳びはねて移動することもできる）。いたずら好きで、隙あらば相手にちょっとエッチな幻覚を見せてからかう。幻覚は現実と区別がつかないほどに現実感があるが、どこかに矛盾があり、それを大声で指摘すると消えるらしい（たゆねは「○○○が○○○なわけがない、ウソツキ！」と叫んだ後、頭突きを食らわせる動作をして幻覚を解除していた）。幻覚によって相手を傷つけ泣かせてしまった際に反省していることから、あくまでいたずら目的として見せている模様。また、他者を深い眠りへ落とす能力も持つ。
最終巻においてカオルをリーダーとした救援部隊の治療担当として啓太達の下に駆けつけた。
古城の精霊
王様、魔導師、戦士の三体。ハンプティ・ダンプティのような外見で、大きさは少し大きなかぼちゃ程度。誇り高く、武と礼儀をなにより重んじる。スイスの山中で、自分達を倒せたら協力する、という条件で薫の犬神たち（せんだん、いぐさ、ごきょうや、いまり、さよか）と争っていた。優れた戦術眼を持つ王様の指揮の下、近接戦闘の戦士と遠距離攻撃の魔導師が見事なフォーメーションを組んで戦い、せんだんらを苦戦させたが、双子に呼ばれて現れた啓太に指揮された犬神たち（一緒に来たたゆねを加えた6人）は精霊たちを上回る見事なコンビネーションを見せ、撃破された彼らは啓太に従うことを誓約した。「うー」「やー」「たー」と聞こえる言葉で会話する。イラストでは王様は眼がひとつ、魔導師は二つ、戦士は三つ。
最終巻においてその戦闘能力の高さからカオルをリーダーとした救援部隊やカオル対エルフィネスでカオルの護衛として活躍した。

こうけつ、かいえん、てと、ろっぽう
大妖狐が結界を破りかけた際、「影」を押し戻すのに参加していた犬神たち（約50匹ほど）の内、はけに名前を呼ばれた者。詳細は不明（原作7巻）。
こうけつとかいえんは原作13巻にも最長老のお供で登場している。「彼ら」とあるので男性らしい。また、原作14にも少しではあるが登場（新しくうらまるという犬神も）している。
代償を求める神々
預言者イブン・サハットがなでしこに予言した薫捜索の最終的な目的と言える存在。レネウス曰く「人間に対する世界自体が持っている好意そのもの」。この神々は太古の4精霊を1箇所に集った時に、3神の名を唱えることで召喚される。本来はベスピオ火山の洞穴・死海の底・エアーズロックの地下・万里の長城の真ん中の隠し部屋・ノートルダム寺院の鐘楼の中にそれぞれ隠された石版に召喚方法と願いと試練と代償について記載されている。3神はこの石版から召喚方法を知り実行することが正しい手順としており、預言者から召喚方法を知ることは邪道としている。預言者から完全に隠し通すのは神々でも困難であり同時に今後の課題としている。必ずしも代償と引き換えに願いをに叶えるわけではなく、出題される試練を達成すれば無償で願いは叶えられる。
レネウス
中世ヨーロッパの王族のような姿をした金髪の神。3人のリーダー的存在。
メギト
全体的に黒っぽい外観の黒髪の神。常にだるそうにしており、ことあるごとに「めんどくせえ」とつぶやいている。
本人曰く「エルフィネスの三倍は強い」らしい。事実、力を3分割した状態でも大妖狐や赤道斎（彼らも全力ではなかったが）を圧倒するほどの力を持つ。
エルフィネス
退廃的なピエロ、あるいは少女の娼婦ともとれる容姿の赤髪の幼い少女の神。冷徹で無慈悲な性格。綺麗な物やかわいい物が好き。
一千万の三角錐やたった四つの四角柱などの遠隔攻撃で啓太達を苦しめた。また、天に返した力を発動している状態のなでしこと押されながらも接近戦でタメを張るなど、近距離戦においても高い能力を持つ。基本的に冷徹な無表情だが、赤道斎の亀甲縛りを受けた時、一瞬だけ少女らしい表情も見せた。

## 外伝作登場キャラクター
電撃コミックスとして発売されたコミック『いぬかみっ!あんそろじ〜』に掲載された外伝作小説「もしかしたらifの物語断片」にのみ登場したキャラクター達のことを指す。
川平清明（かわひら せいめい）
川平家出身。身長180cm以上の巨漢だが、まだ高校生である。川平薫に続いて十人憑きの犬神使いになった規格外の霊能者。清明に仕えている犬神達の中には、成長したともはねやいぐさ、たゆねなどがいる。同じ川平家出身である川平葛葉とは双子の兄妹であるが、ある日を境に対立状態となってしまっている。普段は飄々としているが、その内には強い意志があり、葛葉と再会した際、自分を本心を見せない狸と評した彼女に、自分たちのことをどちらかというとキツネであると言っている。少し近眼であるらしい。原作4巻で啓太の想像？の中に出てきた彼とようことの間にできた子供と同じ名前である（葛葉も同じく）。
川平葛葉（かわひら くずは）
川平家出身で、清明の双子の妹。兄と共に『犬神選抜の儀式』を行っているが、兄とは対照的に一匹も犬神が憑かなかったのがきっかけで、自分の心の奥底に気づいたらしく、川平家から出奔。現在は、日本中のモノノケ達を無差別に狩る魔法暗殺集団『慈しむ闇（DARK DARKERS）』に所属している。容姿や性格が、川平啓太に仕える犬神、ようこに似ている。
東塔子（あずま とうこ）
川平家に並ぶ名門の犬神使い一族「東家」出身の無能力天才少女。眼鏡を掛けている。普段は無愛想で、清明に対してもそっけない態度をとることが多いが、内心では清明に思いを寄せている。ただ、清明に仕えているともはねは、彼女に対し、姑に似た感想を持っているようである。彼女に仕える犬神の中には、せんだんがいる。同じ有沢まみず原作の『ラッキーチャンス!』にも登場している。
にいらみ
川平清明に仕える幼い犬神。主に給仕を担当。顔立ちと髪型がフラノに似ている。清明に仕えている犬神で序列1位であるともはねに対し、憧れの感情を抱いている。ただし、ともはね本人は、そんな彼女の憧れのまなざしにプレッシャーを感じているようである。
原作でも、赤ん坊の状態であるが、最終話に登場している。
くらは
川平清明に仕える犬神の一人。にいらみと同様、給仕を担当しているが、それ以外のことについては不明である。